# 护理工作

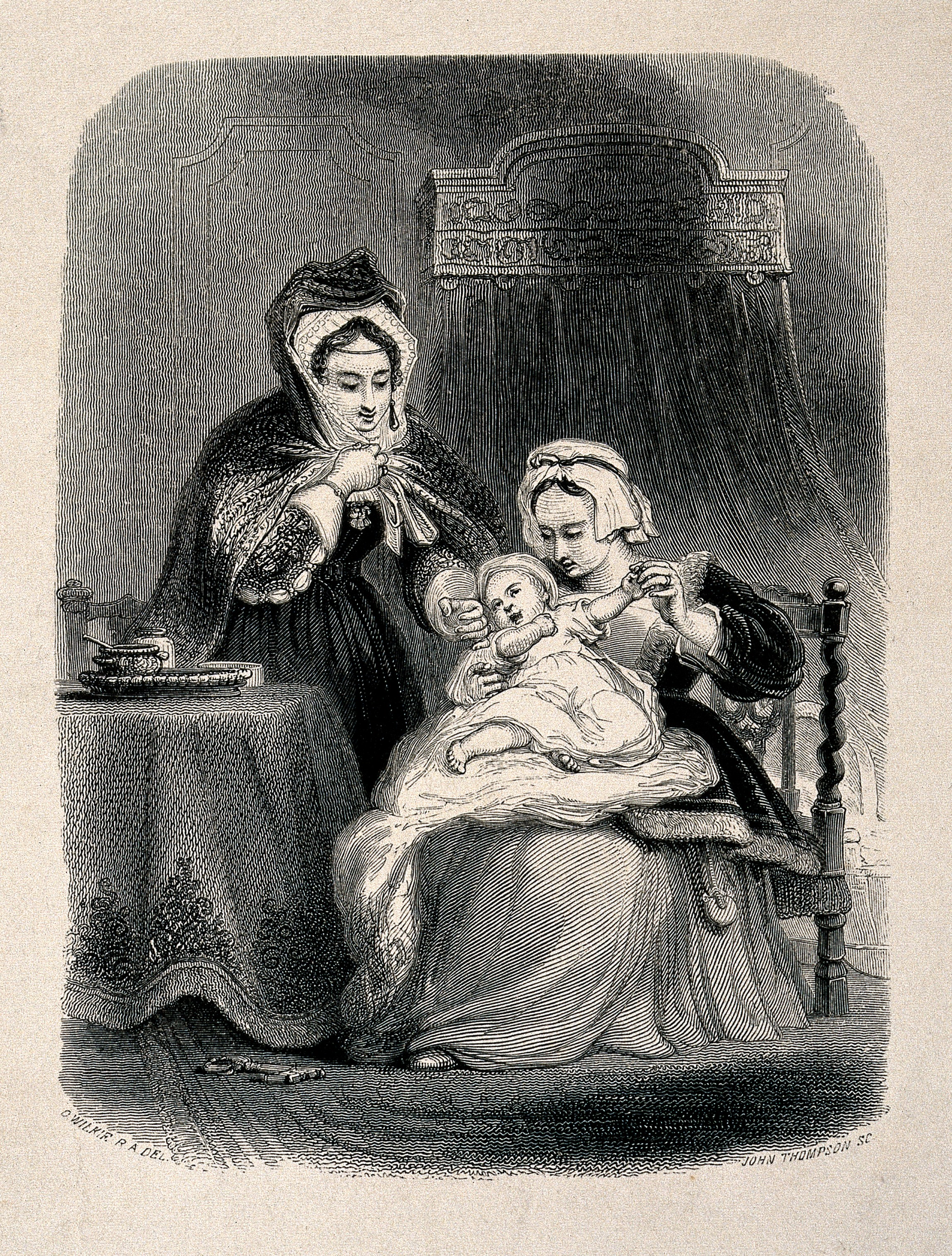
兒童照顧也是护理工作的一種

护理工作是一種工種，此類人員首要任務是提供護理服務。其中就包括兒童照顧、医疗卫生服務（护士、医生、物理治疗师和心理学家） 以及一系列常見的女性家務工。儿童、病人和老人是常見的被護理對象。 